# Ladanum
Ladanum oder Labdanum, auch (im Spätmittelalter schon fälschlich) Laudanum genannt, ist ein stark klebriges Harz, das im Mittelmeerraum aus verschiedenen Arten (so Cistus ladanifer, Cistus laurifolius oder Cistus creticus) von Zistrosen gewonnen wird. Im Sommer tritt unter Sonneneinwirkung das ölige Harz aus den Blättern und Zweigen, als würde die Pflanze schwitzen.

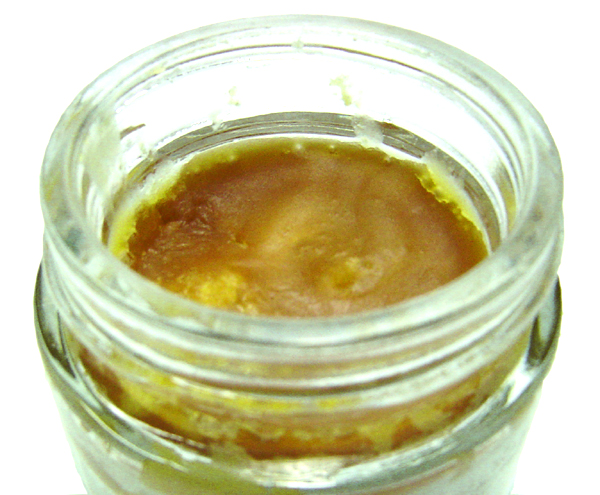
Ladanum-Harz

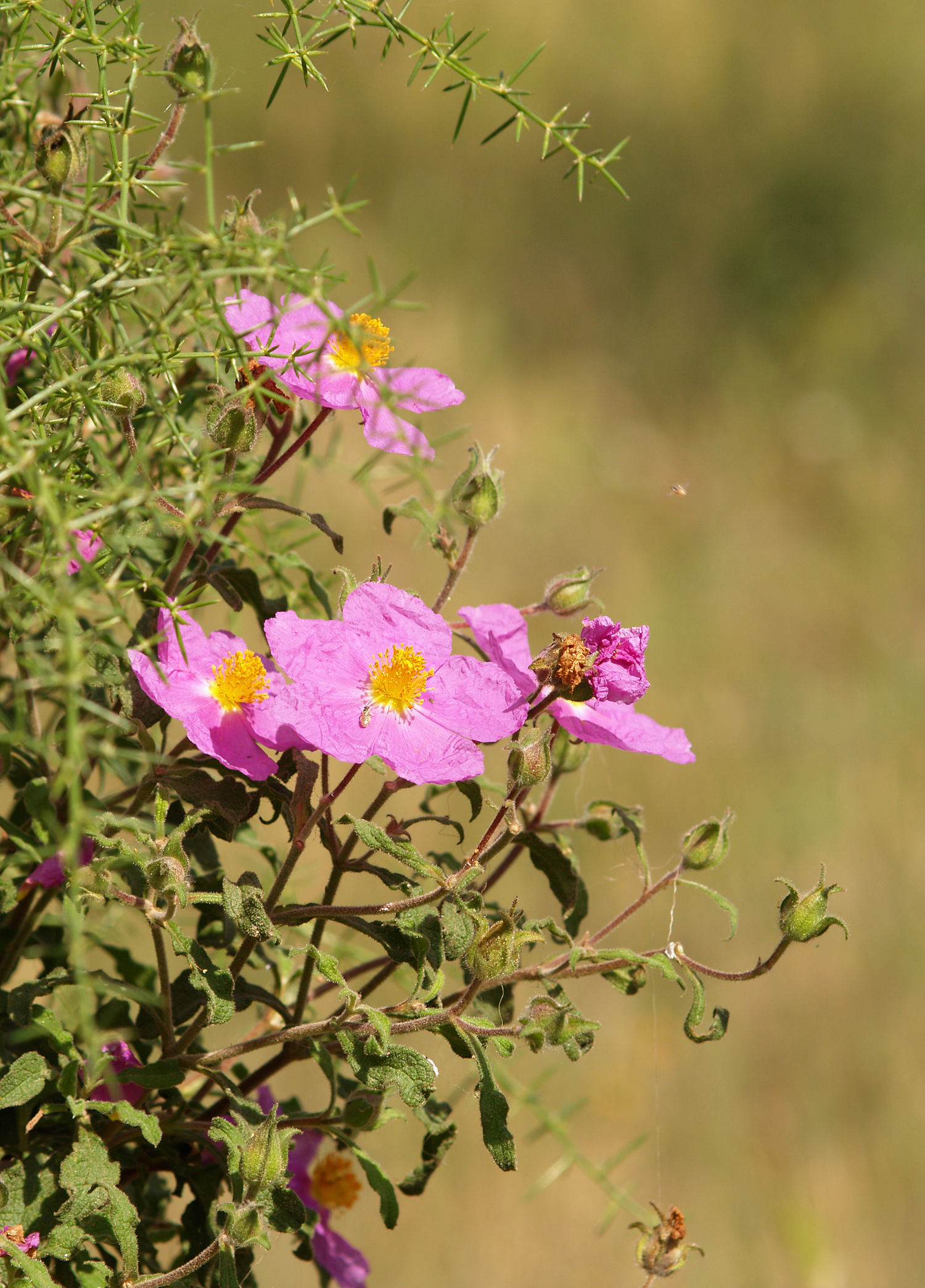
Kretische Zistrose (Cistus creticus)

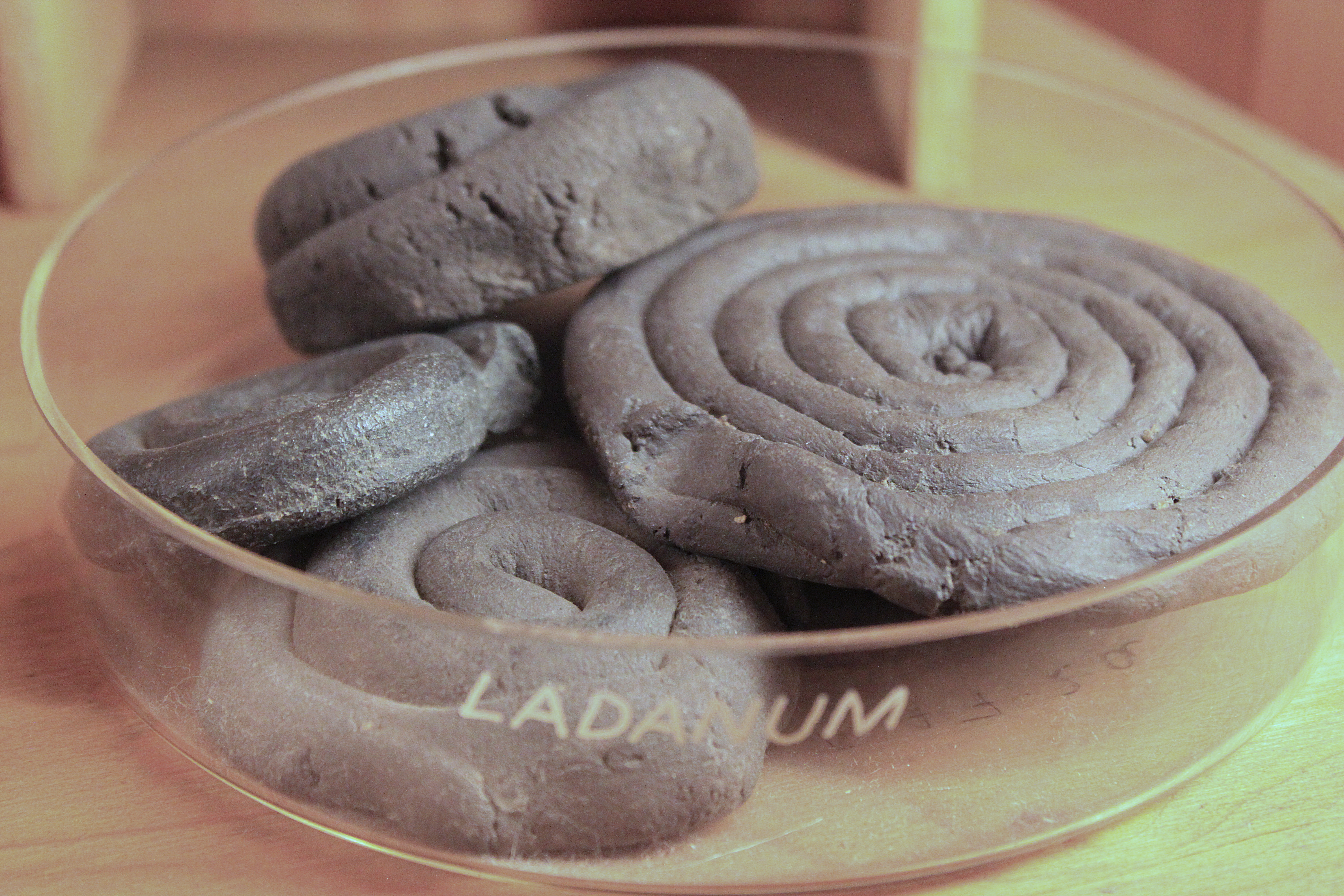
Getrocknete Ladanumspiralen im Deutschen Apotheken-Museum, Heidelberg

Im Alten Ägypten war Ladanum beliebt und Bestandteil der bekannten Räuchermischung Kyphi. Das Harz wurde unter anderem als Räucherwerk verwendet.
Wegen seines ambra-artigen, balsamischen Aromas wurde es früher zur Verfälschung des teuren Ambra benutzt und heute noch als Rohstoff für die Parfumindustrie verwendet. Gutes Labdanum hat einen lieblichen, dezent an Honig erinnernden Duft, den man aus vielen Chypre-Parfums leicht herausriechen kann. Labdanum ist wie die meisten in der Parfumerie eingesetzten Harze zugleich ein gutes Fixativ.
Die Bezeichnung Ladanum oder fälschlich Labdanum (gelegentlich auch noch Laudanum) hat ihren Ursprung im syrisch-phönizischen Sprachraum (vgl. assyrisch ladanu). Dort wurde die Pflanze als Ladan (klebriges Kraut) bezeichnet. Es wurde zur Schönheitspflege sowie als Heilmittel benutzt. Abgeleitet wurde der Name vom semitisch-griechischen Wort ládanon bzw. ledanon bzw. vom griechischen lēdon (entspricht arabisch lādan und persisch laden) und bezeichnete schon in der Antike das Harz von Cistus-Arten wie Cistus creticus und Cistus × cyprius.
In der Antike wurde vor allem das Harz der Kretischen Zistrose (Cistus creticus) verwendet. Der griechische Gelehrte Dioskurides beschrieb, wie Hirten ihre Tiere in das dichte Buschwerk trieben und anschließend die Harzklümpchen aus dem Fell (insbesondere aus dem Ziegenbart) herauskämmten.
Diese Gewinnungsmethode findet sich auch in Otto Warburgs Buch Die Pflanzenwelt, in dem er beschreibt, wie man das angenehm duftende Harz „aus den Bart- und Schenkelhaaren der Ziegen, die in den Zistrosengebüschen weideten und ihr Fell mit den Drüsensekreten beschmierten“ auskämmte. „Auch zog man Stricke durch die Zistrosenbüsche, um das klebrige Harz daran aufzufangen, was man auch jetzt noch in Kreta tut, nur dass man sich anstatt der Stricke dünner Lederriemen bedient.“
Anders als von der Antike bis in die Frühneuzeit, wird das Ladanum heute meist aus der Lack-Zistrose (Cistus ladanifer) gewonnen, weil sie bedeutend mehr Harz als andere Arten produziert. Sie kommt im westlichen Mittelmeergebiet (Südfrankreich, Spanien, Portugal, Marokko) vor. Die Ladanum-Produktion ist überwiegend in Spanien konzentriert. In Frankreich ist die C. ladanifer aber nur eine Kulturpflanze und damit nicht frei zugänglich in der Landschaft zu finden. Im Massif de l’Esterel gibt es in Privatgärten kleine Plantagen. Allerdings verströmt auch die wild wachsende Montpellier-Zistrose (Cistus monspeliensis) mit ihren kleinen Blüten – die Blätter dieser Art sind nur wenig klebrig – einen ganz ähnlichen Duft. Eine echte C. ladanifer erkennt man an den großen, weißen Blüten, die im Ansatz kleine, bräunlich-schwarze Flecken haben. Die klebrigen Blätter sind lanzettlich geformt.
Auch in der Bibel wird es erwähnt (Gen 37,25 , Gen 43,11 ).
Aus dem Harz wird durch Wasserdampfdestillation das Ladanumöl gewonnen, das auch in der Parfümerie und Seifenindustrie Verwendung findet. Die Inhaltsstoffe wie z. B. Pinen, Camphen, Myrcen, Phellandren u. a. wurden isoliert und analytisch charakterisiert.